# Psammonyx nobilis
Psammonyx nobilis är en kräftdjursart som först beskrevs av William Stimpson 1853.  Psammonyx nobilis ingår i släktet Psammonyx och familjen Lysianassidae. Inga underarter finns listade i Catalogue of Life.